# Castello dei Pico
Il castello dei Pico è un castello situato nel centro storico di Mirandola, in provincia di Modena.
Roccaforte famosa in Europa come leggendariamente inespugnabile, appartenne al casato dei Pico, che regnò su Mirandola per quattro secoli (1311-1711) e che la arricchì in epoca rinascimentale con importanti opere d'arte.
Il castello, che domina la lunga piazza della Costituente e i viali alberati della Circonvallazione (realizzati al posto delle antiche mura della Mirandola, abbattute nel corso del XIX secolo), fu restaurato nel 2006 dopo molti anni di abbandono, ma è stato poi gravemente danneggiato dal terremoto dell'Emilia del 2012, che lo ha reso di nuovo inagibile.
Il castello dei Pico, insieme al palazzo comunale, costituisce un'icona ed un simbolo della città di Mirandola.

## Storia

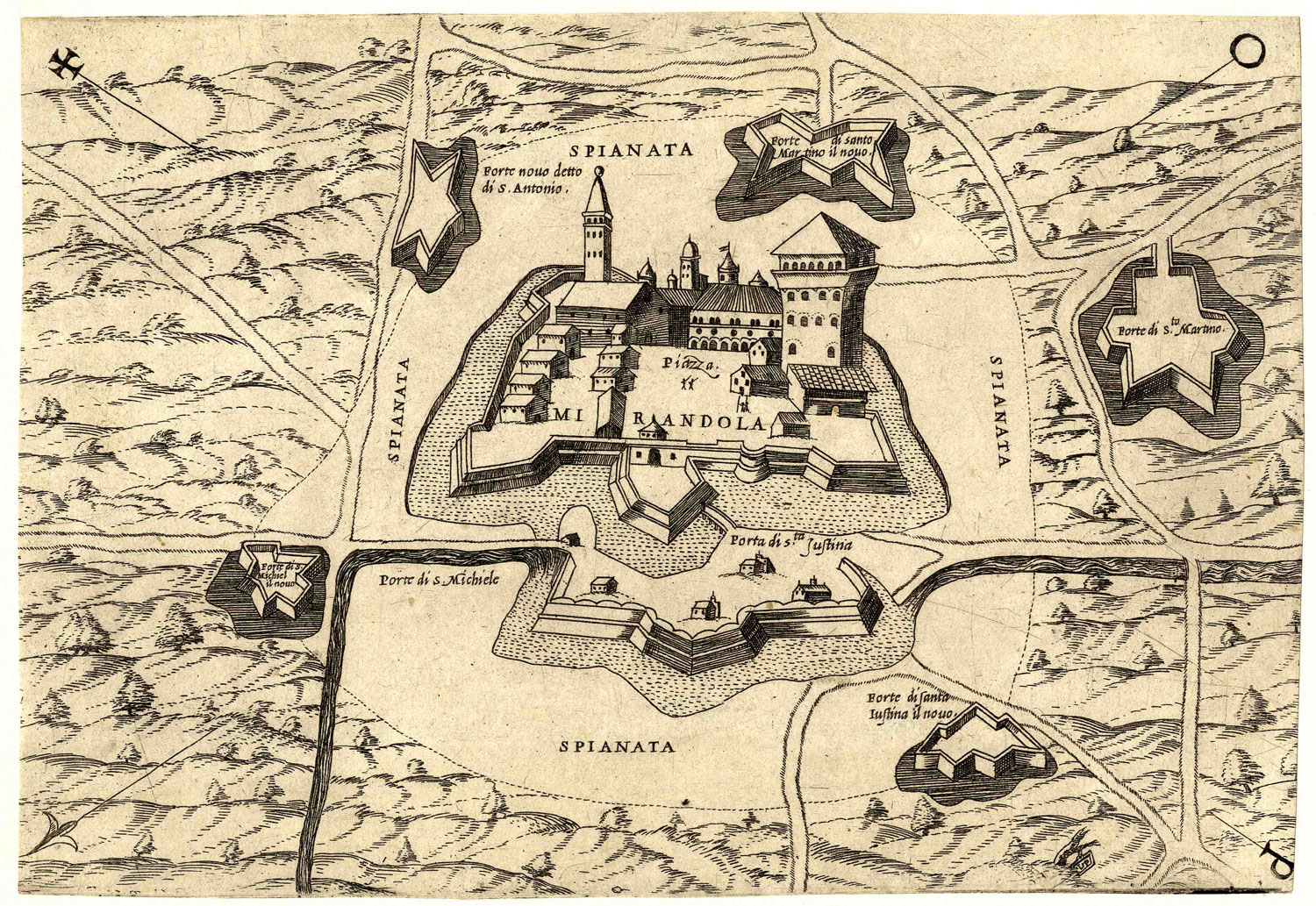
Il castello di Mirandola intorno all'anno 1550

### Origini
Le prime testimonianze dell'esistenza del castello risalgono all'anno 1102, anche se è probabile un primitivo insediamento già precedentemente in epoca longobarda ed intorno all'anno 1000.
Il castello, che si trovava in una posizione strategica lungo la via Romea Imperiale (che collegava la Germania a Roma), venne successivamente ampliato fino a formare un ampio quadrilatero circondato da fossato.

### Rinascimento
Nel 1500 Giovan Francesco II Pico fece edificare l'imponente "Torrione", che aveva fama di essere inespugnabile; la città tuttavia fu sotto assedio più volte; tra quelli più celebri vi furono l'assedio dell'inverno 1510-1511 ad opera di papa Giulio II e quello del 1551 di papa Giulio III.
La famiglia Pico, ottenuto il titolo di duchi a partire dal 1617, arricchì il proprio castello fino a farlo divenire una reggia fastosa e tra le più importanti della pianura padana; tra le opere d'arte più importanti collezionate nell'ala denominata Galleria Nuova vi furono diversi dipinti dei veneziani Jacopo Palma il Giovane e Sante Peranda.
Il castello ospitò papa Giulio II, Luigi I d'Ungheria, l'imperatore Leopoldo, Aldo Manuzio il Vecchio, Borso ed Ercole d'Este, Rodolfo Gonzaga e Francesco Stefano di Lorena.

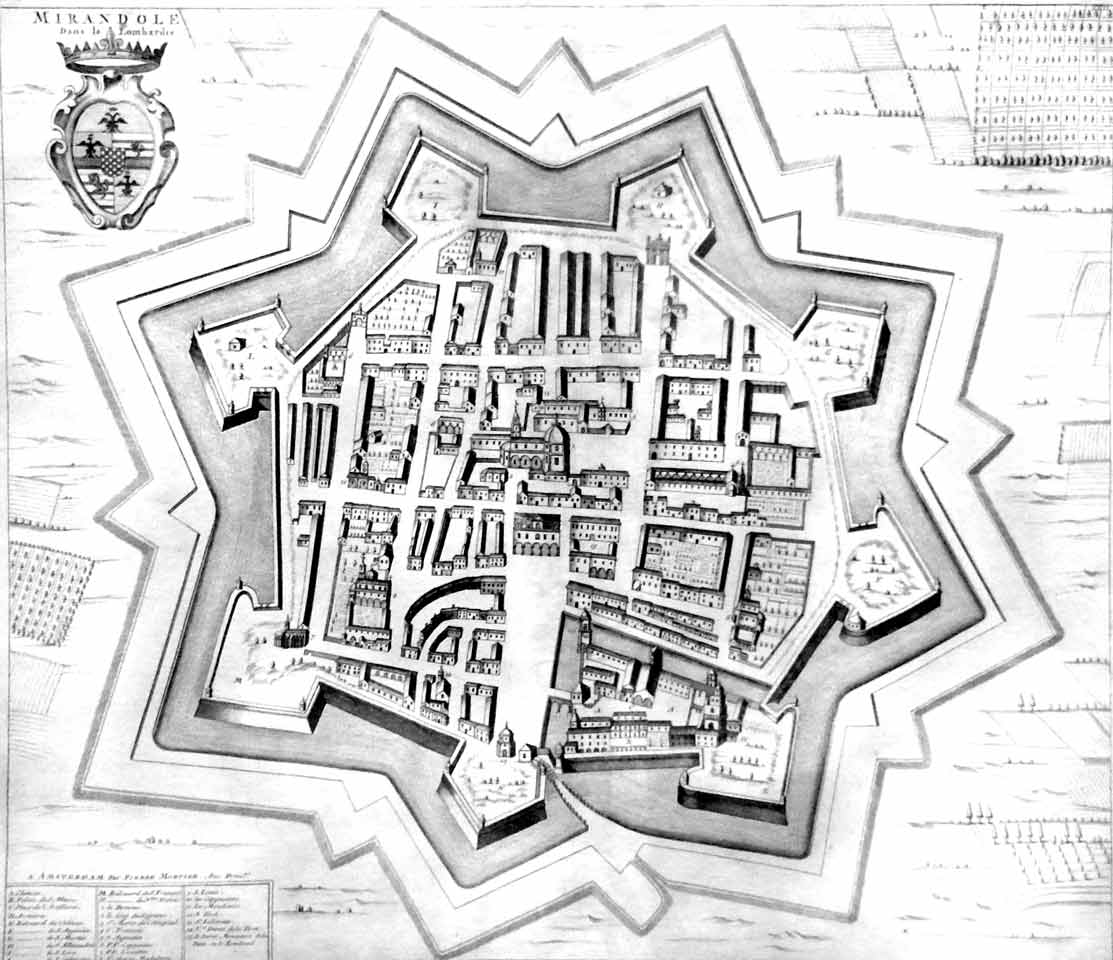
Le fortificazioni di Mirandola all'inizio del XVIII secolo

### Decadenza
Subentrato il casato degli Este nel 1711, la città di Mirandola incominciò a decadere: pochi anni dopo, a causa di un fulmine, nel 1714 lo scoppio delle artiglierie e polveri da sparo custodite nel torrione-mastio distrusse gran parte del castello e danneggiò gravemente tutti gli edifici e le chiese del centro cittadino. Verso la fine del XVIII secolo i duchi di Modena fecero distruggere altre parti del castello.

### Età contemporanea
Il 24 febbraio 1867 fu stabilito che la cinta urbana della città di Mirandola cessava di essere considerata come opera fortificata, cessando di conseguenza di essere soggetti a servitù militare i terreni adiacenti alle opere stesse.

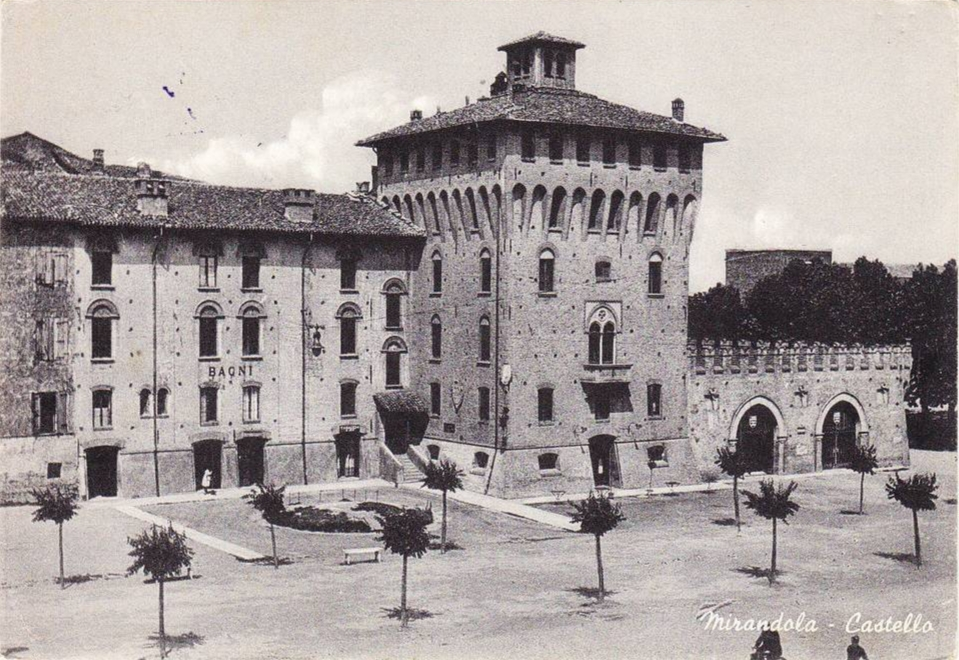
Il torrione costruito negli anni 1930

Agli inizi del Novecento, intorno agli anni 1930, si tentò di ricostruire l'antico torrione del castello (distrutto dall'incendio del 1714), realizzando un imponente edificio in stile neogotico affacciato su piazza Costituente. L'edificio novecentesco è caratterizzato da merlature a coda di rondine, tipiche della fazione filoimperiale dei ghibellini.
Nel secondo dopoguerra il castello risultava abitato da 52 famiglie (circa 200 persone), mentre i saloni erano utilizzati per organizzare feste e veglioni. Dopo anni di assoluto abbandono e degrado (venne realizzato addirittura un cinema a luci rosse, chiamato appunto Cinema Pico, chiuso alla fine degli anni 1980), il castello fu restaurato e riaperto al pubblico nel 2006, con l'allestimento del Museo Civico e di un centro culturale (che includeva un auditorium e altri spazi espositivi). Nel 2011 Stef Burns e Maddalena Corvaglia si sono sposati nel castello con una cerimonia officiata dal cantante Vasco Rossi, delegato dal sindaco.

### Il terremoto del 2012
A causa dei gravi danni subiti dal terremoto dell'Emilia del 2012, stimati in circa 10 milioni di euro solo per la parte di proprietà comunale, il castello è divenuto inagibile e non più visitabile, nonostante i lavori urgenti di messa in sicurezza. Dopo le promesse del ministro Massimo Bray, che si impegnò per la restituzione del patrimonio storico-artistico-culturale di Mirandola, nell'aprile 2016 - a distanza di quattro anni dal sisma - la giunta comunale ha approvato un primo piano di recupero, con una spesa stimata in circa 4 milioni di euro finanziati dalla Regione Emilia-Romagna.
I danni alla parte novecentesca ammontano a circa 600 000 euro, mentre la sola messa in sicurezza è costata 400 000 euro.
Tutta la collezione cartografica e le monete d'oro vennero trasferite temporaneamente nel caveau della banca UniCredit di Modena, mentre la quadreria venne momentaneamente ospitata presso il palazzo ducale di Sassuolo.
Dopo anni di chiusura a seguito dei danni riportati dopo il sisma, il castello risulta ancora in fase di restauro.

## Descrizione

### Palazzo Ducale

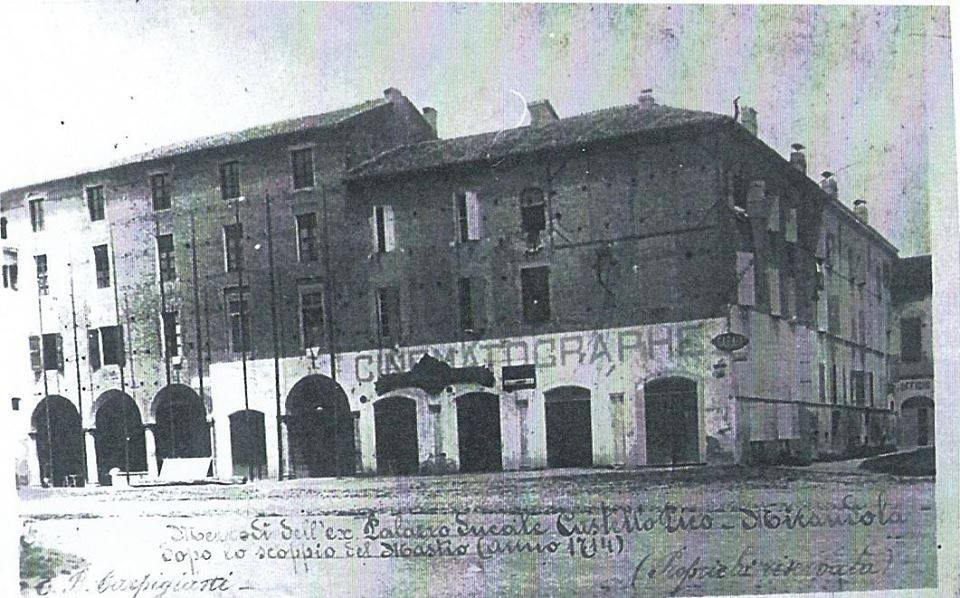
Il Palazzo Ducale del castello di Mirandola agli inizi del XX secolo

La maggiore struttura originale superstite del castello dei Pico è costituita dai resti del Palazzo Ducale, che si affaccia sul lato meridionale, di fronte al Teatro Nuovo. In questo slargo di piazza Costituente veniva organizzato in passato il mercato dei cavalli. La facciata è caratterizzata da un nobile porticato poggiante su dieci colonne di marmo rosa, realizzato per conto di Alessandro I Pico. Dal porticato, attraverso una porta ad arco profilata a bugnato, si accede al cortile interno e alla "Galleria Nuova". Ad ovest dell'edificio si trovano i resti del cinquecentesco "bastione del castello", rafforzato nel 1576 da Fulvia da Correggio e collegato alle possenti mura a pianta stellata a 8 punte che difendevano la città.
Al primo piano del palazzo ducale si trova l'elegante e maestosa "Sala dei Carabini", con decorazioni seicentesche, presso cui è allestito il museo civico.

### Prigioni
Dal piano terreno, scendendo alcuni scalini, si accede alla sala delle prigioni, realizzate in spessa muratura con volta a botte, sulle cui spesse pareti sono visibili graffiti e disegni realizzati dai carcerati. Accanto alle prigioni, venne realizzato un altro spazio espositivo per mostre temporanee.

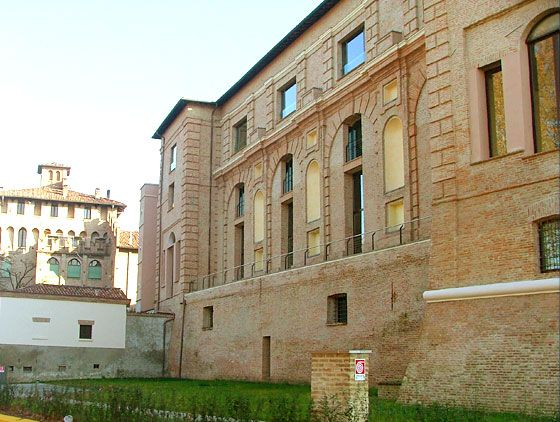
La facciata settentrionale della Galleria Nuova, subito dopo il restauro del 2006. Sullo sfondo il torrione novecentesco.

### Galleria Nuova
Il corpo centrale del castello è costituito dalla imponente "Galleria Nuova", la cui facciata settentrionale fu eretta per volere di Alessandro II Pico nel 1668. La Galleria Nuova, che domina dall'alto i viali alberati della circonvallazione, è costituita da un elegante e nobile loggiato, chiuso ai lati da due corpi di fabbrica, profilati a bugnato e con ampie ed armoniche serliane tripartite.
La Galleria fu affrescata da Biagio Falcieri e predisposta per accogliere una preziosissima quadreria, composta da oltre 300 opere d'arte di artisti straordinari quali Leonardo da Vinci, Raffaello, Caravaggio, Tiziano, Paolo Veronese e molti altri, acquistata da Alessandro II Pico dall'avvocato veronese Giovan Pietro Curtoni (1600-1656) nel novembre 1688 per la somma di 15 000 ducati veneziani.
Molti di questi capolavori d'arte furono venduti a Bologna dal duchino Francesco Maria II Pico per mantenersi durante l'esilio, altri andarono perduti con il devastante scoppio del torrione del castello nel 1714, mentre altre opere (tra cui molti ritratti dei Pico e le tele dei cicli pittorici “Età del mondo” e “Storia di Psiche” di Sante Peranda) furono portati via nel 1716 verso il palazzo ducale di Mantova, dove si trovano tuttora. Altre opere si trovano esposte presso la Galleria Estense a Modena.

### Torrione
Il torrione era un imponente mastio progettato da Giovanni Marco Canozi da Lendinara (figlio di Lorenzo Canozi); venne costruito nel 1499-1500 da Giovan Francesco II Pico.

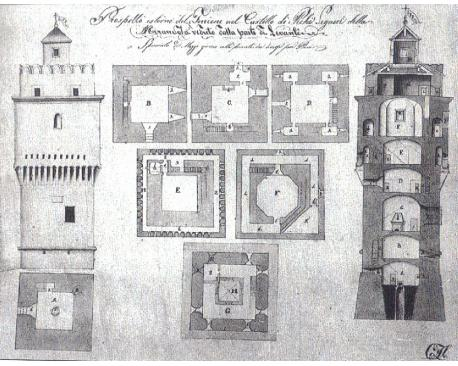
Lo spaccato del torrione distrutto nel 1714

Il torrione, che aveva i muri spessi 18 piedi ed era alto 48 metri, era considerato inespugnabile poiché era completamente staccato e isolato rispetto al castello: vi si poteva accedere solamente attraverso un ponte levatoio situato al terzo piano.

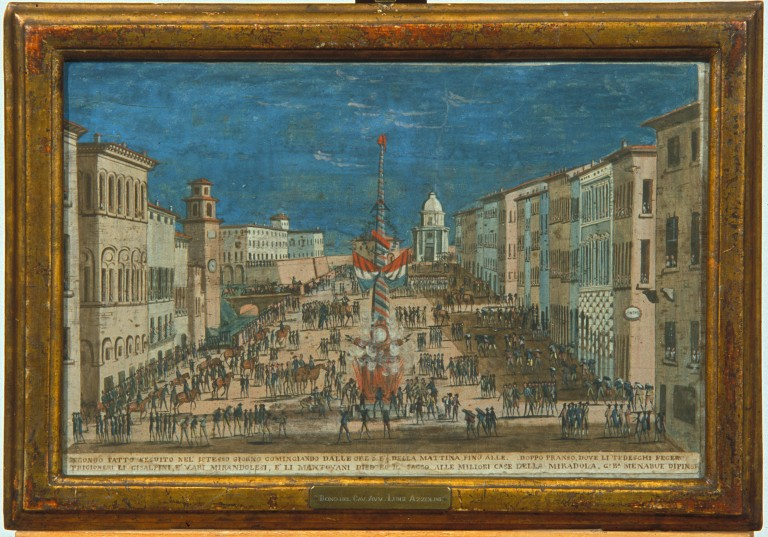
La piazza di Mirandola nel 1799: sono ancora visibili a sinistra le fortificazioni del castello e la torre dell'orologio

La notte dell'11 giugno 1714, durante un temporale, scoppiato verso l'1:30, un fulmine colpì il tetto del torrione, facendone deflagare la polveriera in cui erano custoditi 270 barili di polvere da sparo. L'onda d'urto provocò gravissimi danni in tutta la città e segnò l'inizio del declino di Mirandola. Andò perso quasi del tutto anche il preziosissimo archivio di Stato del Ducato della Mirandola: la tradizione narra che gli abitanti di Mirandola avessero riutilizzato per mesi e mesi le antiche carte dei Pico per avvolgere gli alimenti.
Risale al 1783 l'ordine del duca Ercole III d'Este di demolire ulteriormente il Palazzo Ducale, abbassare le mura stellate 
della città e interrare i fossati. Poco dopo vennero abbattute tutte le altre torri (esclusa quella di piazza) ed alcune fortificazioni all'esterno della cinta principale. Altre demolizioni delle mura avvennero in epoca napoleonica, mentre la scomparsa definitiva di ogni fortificazione (mura e bastioni) risale al periodo dal 1876 al 1896 quale decisione dell'amministrazione comunale per combattere la disoccupazione: i terreni liberati, i reperti storici medievali rinvenuti ed il materiale di risulta vennero tutti venduti.

### Torre di Piazza

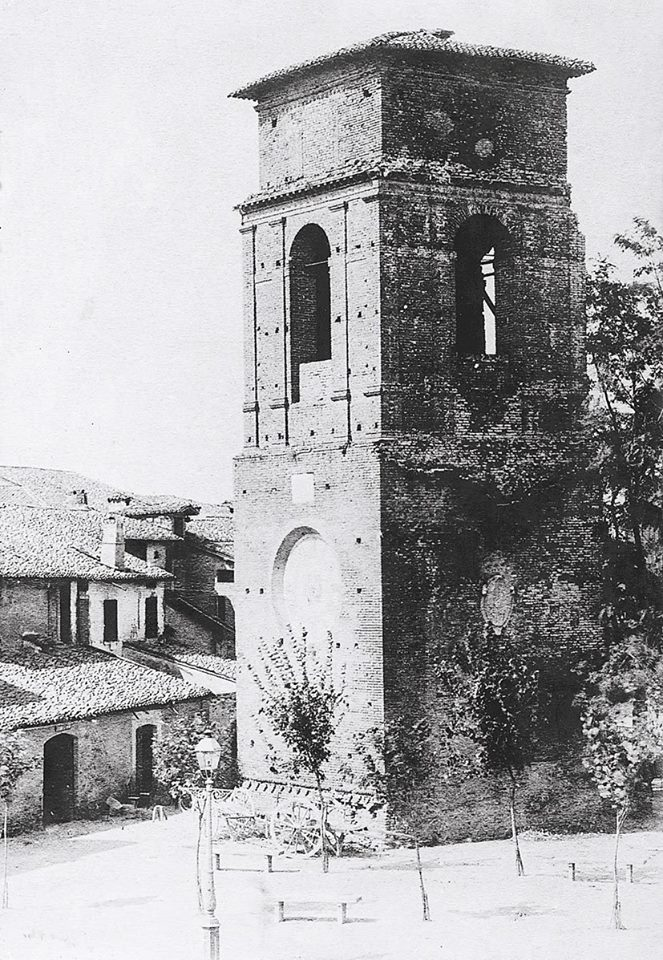
Torre delle Ore (o dell'Orologio) abbattuta nel 1888

La torre di Piazza, successivamente chiamata torre delle Ore o torre dell'Orologio, era situata nell'estrema punta nord-est del castello e si affacciava direttamente sull'odierna piazza Costituente, a fianco del Teatro Nuovo all'angolo con via Tabacchi, cioè nel punto esatto in cui si trovava l'edicola dei giornali (oggi riconvertita a vetrina espositiva). Nel 1837 il podestà di Mirandola, conte Felice Ceccopieri, fece trasferire l'orologio dalla torre al Palazzo comunale. La torre, l'ultima superstite rimasta della fortezza della Mirandola, venne inopinatamente abbattuta nel 1888, in quanto considerata luogo di degrado.
Prima del terremoto del 2012, l'amministrazione comunale aveva progettato di ricostruire "in chiave attuale" il volume edilizio storicamente documentato e non più esistente della torre, che avrebbe costituito un riferimento per la rinascita del nucleo storico della città e per il "rinnovato senso civico dei luoghi e dei dettagli".

### Teatro Greco
Nel 1789 il conte Ottavio Greco Corbelli chiese ed ottenne dal duca Ercole III d'Este di allestire un teatro moderno all'interno del castello dei Pico, dove all'epoca erano alloggiate le milizie del Ducato di Modena.
A tal fine, su progetto dell'architetto Giuseppe Maria Soli, vennero adattati due saloni, realizzando una sala decorata a tre ordini di palchi e con cavea a ferro di cavallo. Vennero altresì approntati grandiosi apparati scenici, come richiesto dalla tradizione teatrale del tardo XVIII secolo. Il teatro Greco Corbelli, inaugurato ufficialmente il 29 settembre 1791, entrò in decadenza nell'ultimo ventennio dell'Ottocento, fino alla completa chiusura nel 1894. Tuttavia le cronache locali registrano una straordinaria proiezione cinematografica realizzata il 31 ottobre 1896 (la prima in Italia in assoluto, a distanza di appena un anno dai primi esperimenti dei fratelli Lumière) dall'inventore-fotografo mirandolese Italo Pacchioni (tra l'altro nato proprio all'interno del castello nel 1872), considerato il pioniere del cinema italiano.
In tempi più recenti, all'interno dell'ex teatro Greco venne allestito il Cinema Pico, chiuso alla fine degli anni 1980.

## Le esposizioni del castello

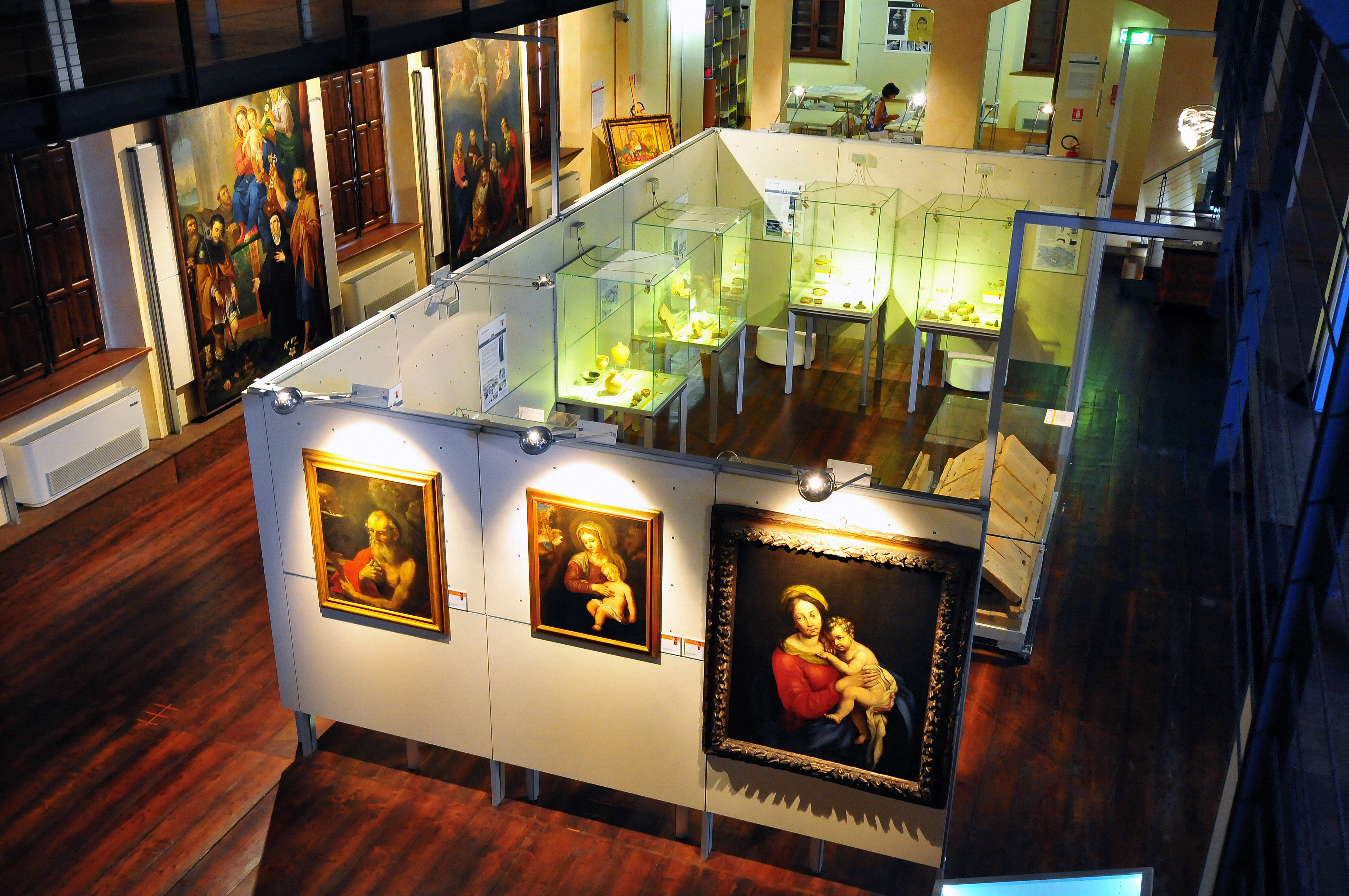
Il museo civico prima del sisma del 2012

### Museo civico
Nel 2006, in seguito alla riapertura al pubblico del castello, venne riallestito il locale museo civico (già ospitato in passato presso la biblioteca comunale "Eugenio Garin", situata prima in piazza Giuseppe Garibaldi e poi nell'ex convento dei gesuiti in via Francesco Montanari), suddiviso in dodici sale, dedicate all'archeologia del territorio, committenze religiose, antichi arredi e quadri (tra cui una pregevole Madonna col Bambino attribuita al Guercino), numismatica (monete della zecca della Mirandola e medaglie di Pisanello e Niccolò Fiorentino).
Altre sezioni del museo erano dedicate al casato dei Pico e ai principi della casa d'Este, con antichi ritratti, tra cui un prezioso Alfonso IV d'Este di Justus Sustermans e un Alessandro I Pico di Sante Peranda.
Una sala specifica era dedicata al celebre Giovanni Pico della Mirandola, importante filosofo umanista rinascimentale, e a suo nipote Giovan Francesco II Pico, letterato.
Nell'ultima parte del museo erano esposti numerosi ritratti di politici e letterati dell'Ottocento, oltre che una sezione dedicata alla musica e alla banda cittadina.
Il museo era altresì arricchito da stampe dal XVI al XX secolo, vari beni provenienti dall'antico Monte di Pietà dei frati francescani e da una collezione di cimeli militari (armi, scudi ed armature dei secoli XV-XVI).

### Museo del biomedicale
Nel 2010 trovò sede nel castello la mostra itinerante "Mobilmed" che racconta la storia del distretto biomedicale di Mirandola, grande fonte di reddito dell'area mirandolese. Tuttavia, a seguito dei gravi danni causati dal terremoto del 2012, l'esposizione è stata trasferita in via Focherini.

### Fondazione Cassa di risparmio di Mirandola
All'ultimo piano del castello era situata la sede della Fondazione Cassa di risparmio di Mirandola, nei cui locali era allestita una ricca collezione di stampe e mappe storiche della città di Mirandola (facenti parte del fondo Giulio Cesare Costantini) ed antiche armi del Ducato della Mirandola.

### Sala Leica
Sempre all'ultimo piano vi era la Sala Leica, dove il Circolo fotografico mirandolese allestiva frequenti esposizioni di fotografie artistiche, realizzate da professionisti e appassionati di fotografia e delle macchine fotografiche Leica.

## Note

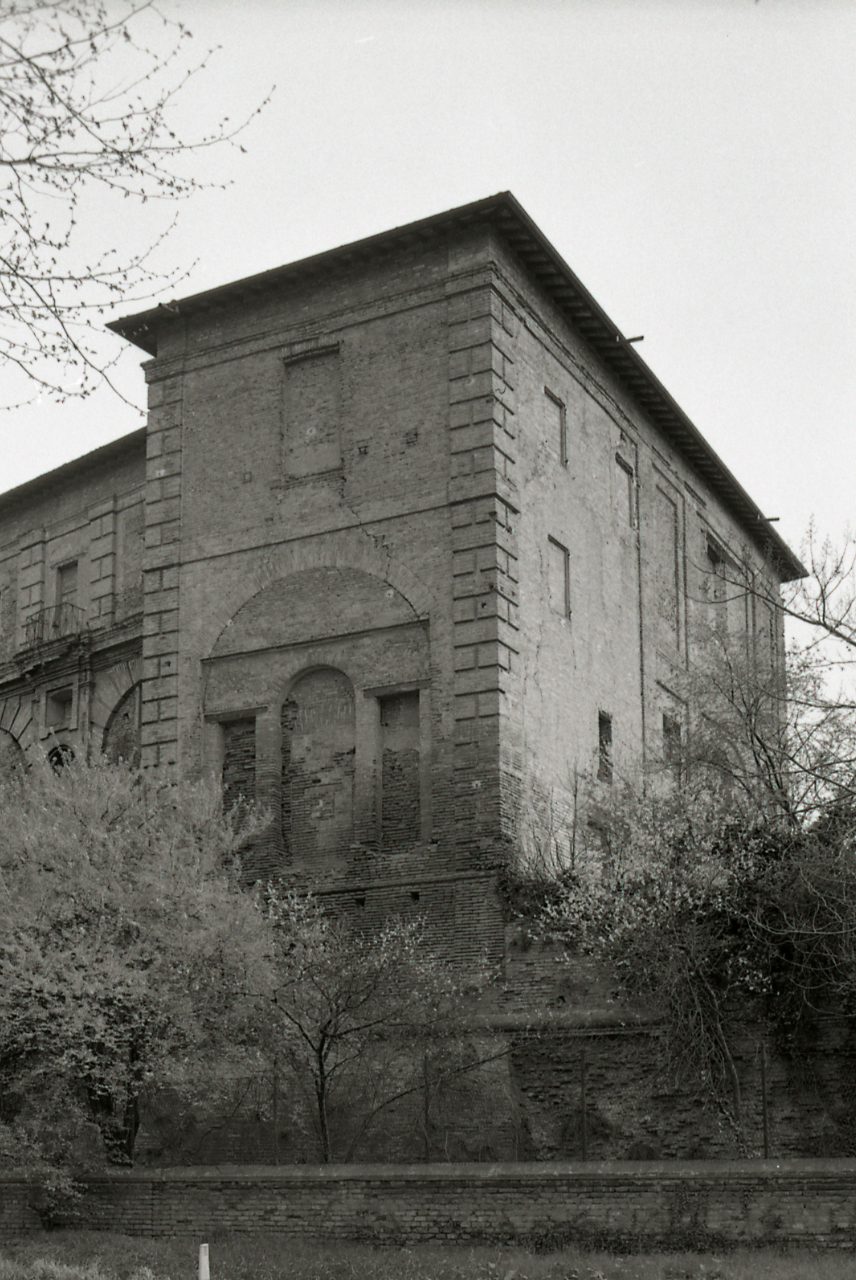
L'ala ovest del castello, in un'immagine di Paolo Monti del 1976